# Лабиринт (северный)

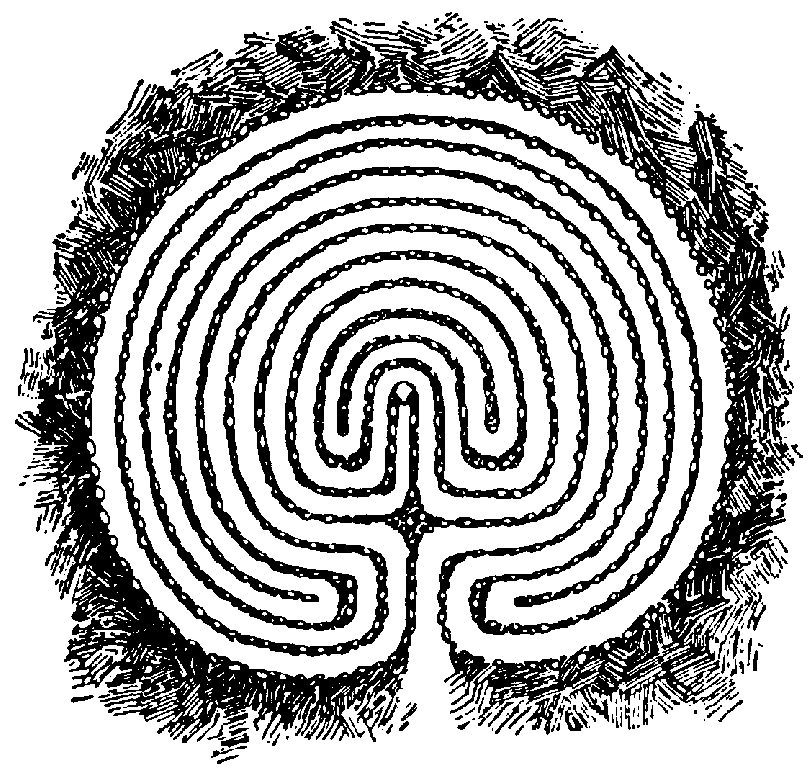
План лабиринта Тройеборг близ Висбю в Швеции. Рисунок из книги Nordisk familjebok, 1919.

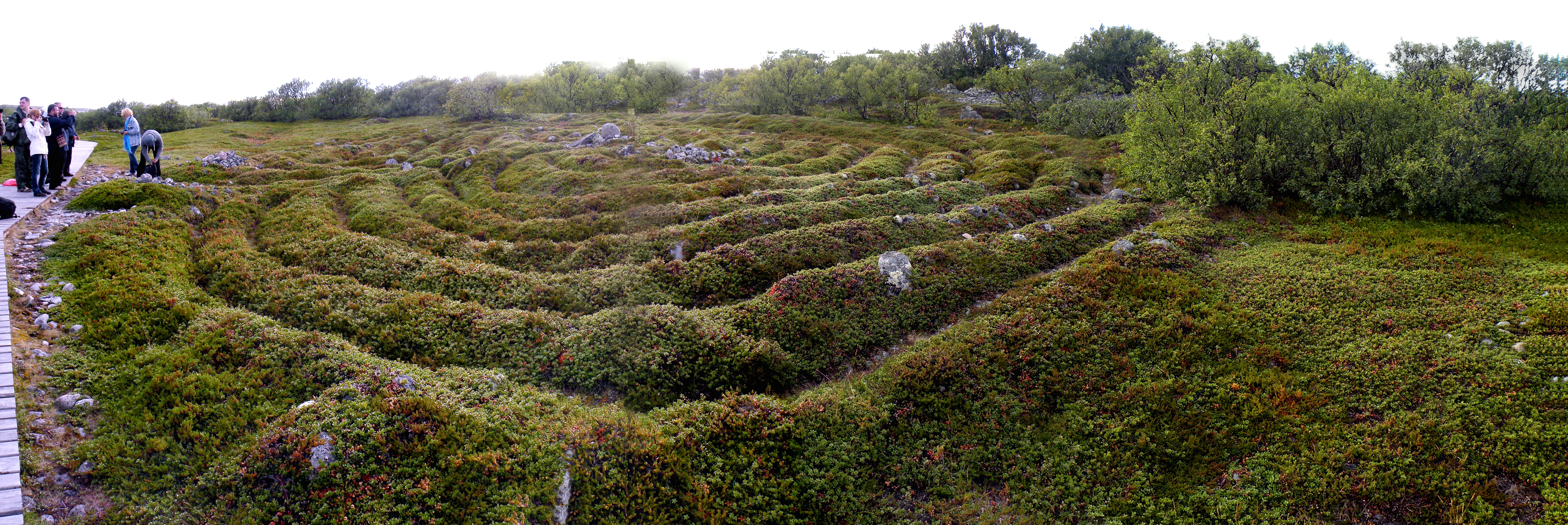
Каменный лабиринт на Большом Заяцком острове Соловецкого архипелага.

Лабиринт — тип каменного сооружения в виде лабиринта, выложенного на поверхности земли не очень крупными валунами. В центре иногда содержит небольшое дольменоподобное сооружение. 
Встречается в Карелии, островах Белого моря, Кольском полуострове, Скандинавии, Британских островах, Новой земле. 
Иногда относят к так называемым мегалитическим сооружениям. 
В Британии и Дании имелись лабиринты, сооружаемые из дёрна. 

## Описание
Всего известно более 500 северных лабиринтов, из них в Швеции находится около 300, Финляндии — примерно 140, России — около 50, Норвегии — 20, Эстонии — 10, Англии — отдельные лабиринты. 
Чаще всего имеет спиралевидную форму, но встречаются и гребневые структуры лабиринтов. До недавнего времени предполагалось их строительство протосаамскими племенами. Последние исследования российских археологов доказывают средневековое, поморское, происхождение северных лабиринтов на территории России. Таких же датировок придерживаются западные учёные относительно лабиринтов в странах Западной Европы. 
Назначение лабиринтов достоверно неизвестно. Общий знаменатель современных представлений — культовое сооружение. Среди научных версий присутствуют, например, как элемент обряда перехода, или элемент шаманского камлания, или последний путь души в иной мир. Прослеживаемое почти обязательное соседство лабиринта с морем породило гипотезу о лабиринтах как культовых имитациях рыболовных ловушек.
Наибольшее скопление каменных лабиринтов на территории России есть на Большом Заяцком острове архипелага Соловецких островов (Архангельская область). 
Также известны лабиринты возле села Кереть, на островах архипелага Кузова (Республика Карелия), населённых пунктов Кандалакша и Умба, 
в устье реки Поной (Мурманская область), в устье Пильской губы и др.
Начало исследованиям лабиринтов Севера России положил Н. Н. Виноградов, заключённый Соловецкого лагеря ещё в 20-х годах XX века.